# Cosmia intensa
Cosmia intensa là một loài bướm đêm trong họ Noctuidae.